# Rebirth of Mothra II
Rebirth of Mothra II, Japanse titel Mothra 2: Kaitei no Daikessen (モスラ2 海底の大決戦, Mosura Tsū Kaitei no Daikessen, lit. "Mothra 2: Undersea Battle"), is een Japanse kaijufilm uit 1997, gebaseerd op het monster Mothra. Het is de tweede film uit de "Mothra Trilogy". De regie was in handen van Kunio Miyoshi.

## Verhaal
Mothra Leo heeft de aarde gered van Death Ghidorah, maar nu dreigt er een nieuw gevaar. Een oud monster genaamd Dagahra ontwaakt uit zin slaap, en begint het milieu te vergiftigen met zeesterachtige wezens genaamd Barem. Dagahra is de creatie van een oud ras genaamd Ninai Kanai. Alleen Mothra Leo kan hem stoppen, maar daarvoor heeft hij wel de hulp van het verloren kasteel van Ninai Kanai nodig, evenals de mysterieuze schat die in dit kasteel verboren zou zijn.
Dagahra’s ontwaking doet de vervuilingsgraad op aarde schrikbarend stijgen. Mothra slaat er bijna in om Dagahra te verslaan, maar Dagahra trekt Mothra mee onder water. Daar hij een watermonster is, is hij hier in het voordeel. Mothra wordt door Dagahra overspoelt met de giftige Barem. Maar voordat Dagahra zijn werk kan afmaken, beland Mothra op de herrezen tempel van Ninai Kanai.
De temple geeft Mothra met behulp van de Elias de kracht die hij nodig heeft om de Barem te vernietigen en zijn strijd met Dagahra voort te zetten. Wanneer Dagahra zich weer terugrekt in het water, veranderd Mothra zichzelf in Aquamothra. Hierdoor kan hij ook onder water vechten. Om Dagahra te verslaan, splitst Mothra zichzelf op in duizenden kleine Aquamothra. Dit leger van Aquamothra dringt Dagahra’s lichaam binnen, en vernietigen alle Barems die hij nog in zijn lichaam heeft. Hierdoor komt Dagahra ook aan zijn einde.
De Aqua Mothra’s veranderen weer in Mothra Leo.

## Rolverdeling
| Acteur           | Personage |
| ---------------- | --------- |
| Megumi Kobayashi | Moru      |
| Sayaka Yamaguchi | Lora      |
| Aki Hano         | Belvera   |